# سیارک ۳۳۶۵
سیارک ۳۳۶۵ (به انگلیسی: 3365 Recogne، نامگذاری:1985CG2) سه هزار و سیصد و شصت و پنجمین سیارک کشف شده‌است که در ۱۳ فوریه ۱۹۸۵ کشف شد.
قدر مطلق سیارک برابر ۱۲٫۱۰ است.